# Kairamaa
Kairamaa est une île de l'archipel finlandais à Naantali en Finlande.

## Géographie
L'île est à environ 25 kilomètres à l'ouest de Turku.
La superficie de l'île est de 76,9 hectares et sa plus grande longueur est de 1,7 kilomètre dans la direction nord-sud.
Le point culminant de l'île est à 32,5 mètres d'altitude,.
À Kairamaa pousse principalement une forêt de conifères.
Dans les espaces les plus bas se trouvent des champs dont certains sont devenus des prairies.
Il y a des allées et des chemins sur l'île, et l'île a l'électricité. 

## Transports
Kairamaa est situé sur le côté nord-ouest de l'île d'Otava, à environ 180 mètres.
L'ile n'est pas reliée par la route.

### Articlesconnexes
- Liste d'îles de Finlande